# 1982 en rugby à XV
Cette page présente les faits marquants de l'année 1982 en rugby à XV : les principales compétitions et évènements liés au rugby à XV et rugby à sept ainsi que les décès de grandes personnalités de ces sports.

## Principales compétitions
- Currie Cup
- Championnat de France (du ?? ???? 1980 au 29 mai 1982)
- Championnat d'Italie (du ?? ???? 1980 au ?? ???? 1982)
- Coupe d'Angleterre (du ?? ???? 1980 au ?? ???? 1982)
- Tournoi des Cinq Nations (du 16 janvier au 20 mars 1982)

## Événements

### Mars
- 20 mars :  l'Irlande remporte le Tournoi des Cinq Nations malgré sa défaite 22-9 face au XV de France au Parc des Princes.

### Mai
- 29 mai : le SU Agen remporte le championnat de France de première division après avoir battu l'Aviron bayonnais en finale. Agen remporte un 7e Bouclier de Brennus, un nouveau titre après celui de 1976. Le titre échappe à nouveau à Bayonne dont le dernier titre de champion de France remonte à 1944[1].
- ? mai : le Gloucester RFC et le Moseley RFC sont covainqueurs de la Coupe d'Angleterre n'ayant pu se départager lors de la finale qui s'est terminée sur le score de 22 partout.
- ? mai : Scavolini L'Aquila remporte le Championnat d'Italie, son quatrième titre[2].

## Principales naissances
- 5 mars : Daniel Carter, demi d'ouverture international néo-zélandais, naît à Leeston.